# Тиккайын
Тиккайын (каз. Тікқайың, до 2010 г. — Ивановка) — село (до 2016 года — аул) в Алгинском районе Актюбинской области Казахстана. Входит в состав Каракудыкского сельского округа. Код КАТО — 153237300.

## Население
В 1999 году население села составляло 441 человек (227 мужчин и 214 женщин). По данным переписи 2009 года, в селе проживало 369 человек (194 мужчины и 175 женщин).